# Der große Minnesota-Überfall
Der große Minnesota-Überfall (Originaltitel: The Great Northfield Minnesota Raid) ist ein US-amerikanischer Western des Regisseurs Philip Kaufman aus dem Jahr 1972.

## Handlung
1876 werden die Gesetzlosen Jesse James, Cole Younger und ihre Brüder von der Legislative des Staates Missouri begnadigt, die mit den Problemen, die der Amerikanische Bürgerkrieg für alle Bürger mit sich brachte, sympathisiert. Die von der James-Younger-Gang geschädigten Bankiers sind vehement gegen diese Maßnahme und beauftragen einen Pinkerton-Agenten damit, jeden Schritt der Banditen zu verfolgen.
Younger hat den Plan, eine Bank in Northfield, Minnesota, auszurauben, die angeblich die größte westlich des Mississippi sein soll, auf Eis gelegt. Der Auftrag reizt jedoch Jesse und Frank James, die nicht die Absicht haben, ihre Lebensweise zu ändern.
Cole gerät in einen Hinterhalt der Pinkerton-Agenten, die eine Prostituierte als Köder benutzen. Und als es den Bankiers gelingt, die Amnestie durch Bestechung der Politiker aufzuheben, reist Cole mit dem Zug nach Minnesota, um die Bank zu überprüfen.
Dort angekommen, stellt Cole fest, dass die Stadtbewohner nicht bereit sind, ihr Geld in der Bank anzulegen, da sie sich Sorgen um die Sicherheit vor Dieben machen. Jesse, Frank und ihre Männer kommen zu Pferd an und überzeugen die Einwohner zusammen mit Cole davon, dass eine Goldladung auf dem Weg zur Bank ist, weil diese der sicherste Ort dafür sein soll.
Sobald die Bürger ihr Geld zur Bank bringen, beginnt der Raubüberfall. Es geht jedoch einiges schief, unter anderem wird ein Gesetzloser in einem Tresorraum eingeschlossen. Younger und seine Männer fliehen auf eine nahe gelegene Farm, aber ein Aufgebot verfolgt sie und nimmt sie fest. Die James-Brüder können entkommen. Doch als Jesse Frank gegenüber erwähnt, dass er Bob Ford erlauben will, sich der Bande in Missouri anzuschließen, ist sein Schicksal besiegelt.

## Kritik
Laut Lexikon des internationalen Films handelt es sich um einen mehr „am Charakter seiner Figuren als an Action interessierte[n] Western“, der „zwar nicht ohne Klischees des Genres“ auskomme, „doch psychologisch differenziert und fesselnd“ sei.